# 同意施行型土地区画整理事業
同意施行型土地区画整理事業（どういせこうがたとちくかくせいりじぎょう）とは、1988年（昭和63年）の土地区画整理法改正の際に創設された手法で、都市再生機構、地方住宅供給公社、民間デベロッパーなど、事業を施行するため必要な資力、借用及び技術的能力を有する第三者が、宅地の所有者又は地権者の同意を得て、個人施行者として事業を施行する制度。
これまでは、土地区画整理事業を地権者が数人集まって自発的に実施しようとする場合、一般の地権者は専門的な知識・経験が十分でないことや、資力が乏しいことが事業実施の障害となっていた。このため、個人施行の土地区画整理事業を促進するためもうけられた。組合施行の事業に比べて手続が簡便になるなど、本制度を活用する個人・共同施行の土地区画整理事業のメリットとなっている。この場合、第三者は、事業の施行に当たって個人施行者として当該都道府県知事の認可を受け、その指揮監督を受けることとなる。
事例として、大手町地区の都市再開発事業（東京都市計画土地区画整理事業大手町土地区画整理事業）や、湘南C-X（シークロス）の都市再生事業（辻堂神台一丁目地区土地区画整理事業）などがある。